# Luciano Concheiro Bórquez
Francisco Luciano Concheiro Bórquez (Ciudad de México, 7 de abril de 1953) es un profesor, investigador y escritor mexicano, miembro del Movimiento Regeneración Nacional. Es profesor distinguido de la Universidad Autónoma Metropolitana, en la Unidad Xochimilco, donde ha ejercido la docencia por cuarenta años, tanto en la División de Ciencias Biológicas y de la Salud como en la División de Ciencias Sociales y Humanidades. Ha publicado más de 250 artículos en diversas revistas y libros y participado en varios Comités Editoriales. Es miembro del Sistema Nacional de Investigadores (SNI); integrante de la Academia Mexicana de Ciencias desde el 2010; consultor de la Organización de las Naciones Unidas para la Alimentación y la Agricultura (FAO) sobre Mercados de Tierras en América Latina; y fundador y Codirector de Greenpeace México. 
Actualmente es Subsecretario de Educación Superior de su país durante el gobierno de Andrés Manuel López Obrador.

## Biografía
Nació el 7 de abril de 1953 en la Ciudad de México, hijo de un comunista gallego exiliado. Por el lado materno su abuelo fue el general Francisco R. Bórquez que luchó en la Revolución mexicana. Estudió la Licenciatura en Economía en la Universidad Nacional Autónoma de México con especialización en Economía Política y Economía Agrícola en el Instituto Gramsci en Italia. 
Participó en el movimiento de 1968, donde sobrevivió a la Masacre de Tlatelolco. Fue dirigente estudiantil del movimiento de 1971 que desembocó en la Matanza del Jueves de Corpus por parte de la Escuela Nacional de Economía de la UNAM. Posteriormente, participó en las tomas de tierra y luchas agrarias de los años setenta. Estudió la maestría en Ciencias Sociales en la Facultad Latinoamericana de Ciencias Sociales (FLACSO) y luego el doctorado en Desarrollo Rural por la Universidad Autónoma Metropolitana (UAM). Actualmente es candidato a doctor en Ciencias Políticas por la Universidad Nacional Autónoma de México (UNAM). De 2009 a 2015 fue miembro del Comité Directivo del Consejo Latinoamericano de Ciencias Sociales (CLACSO).
En el ámbito político, fue militante del Partido Comunista Mexicano siendo parte de su Comité Central, posteriormente y con su disolución del Partido Socialista Unificado de México y del Partido Mexicano Socialista (PMS). Es miembro del Movimiento Regeneración Nacional desde su creación y Presidente de la Comisión Nacional de Elecciones en el año 2015.

## Obras
- Héroes del trabajo en la vía socialista. XIX Congreso del PRPM (23 de julio de 1986) en el periódico Así Es, No. 174; México, D.F.; p. 19.
- Victorias y derrotas del movimiento sindical en la industria automotriz (25 de agosto de 1986) en el periódico La Jornada Perfil de La Jornada; México, D.F.; p. 16.
- Sobre el Partido Revolucionario. Notas para un análisis del Ensayo sobre un proletariado sin cabeza de José Revueltas (30 de agosto de 1986) en el periódico Así Es, N.º 176; México, D. F.
- La Cuestión Étnica y el Futuro de México (16 enero de l987) en El Fronterizo, Ciudad Juárez, Chihuahua, pp. 3 y 8.
- Estado y salud en México. Hipótesis sobre la relación futura (24 marzo de l987), Conferencia publicada en Memorias del Foro de Reforma Curricular de la Escuela de Medicina, UAZ, Escuela de Medicina, UAZ, Zacatecas, Zacatecas.
- Migración y salud, (25 marzo de l987). Conferencia publicada en Memorias del Foro de Reforma Curricular de la Escuela de Medicina, UAZ, Escuela de Medicina, UAZ, Zacatecas, Zacatecas.
- Crisis salud y Reforma Universitaria. (26 de marzo de 1987). Conferencia publicada en Memorias del Foro de Reforma Curricular de la Escuela de Medicina, UAZ, Escuela de Medicina, UAZ, Zacatecas, Zacatecas.
- Sindicalismo y poder. El caso del SUTIN. Noviembre 1987. Reseña del libro de A. Gershenson México: sindicalismo y poder, la experiencia nuclear en la revista Argumentos No. 2; noviembre de 1987; DCSH, UAM-X; México, D.F.; pp. 133-134.
- Prólogo, Avances de investigación, No. 2. La situación de los trabajadores Salvadoreños durante la Administración Duarte. Los primeros dos años del gobierno democristiano” de Eliseo Ruiz. CECARI; México, D. F.; pp. 4-12.
- Endurecimiento oficial ante las divergencias (31 de enero de 1989) junto a Beatriz Canabal Cristiani en el periódico Excélsior, 2.ª parte. Secc. A; pp. 1-2; México D.F. y bajo el título “Por una política democrática en el campo” en Boletín Informativo UAM-X; Año IX, vol. 9, N.º 3, 4 y 5; 16, 23 y 30 de enero de 1989. México, D. F.
- Veredas de la audacia (agosto de 1989) reseña del libro Veredas de audacia. Una historia del FMLN de Fermán Cienfuegos en revista Argumentos No. 7; DCSH, UAM-X; México, D.F.; pp. 164-165.
- ¿Tercera revolución agrícola? (1990) en Revista Comunicaciones y Electrónica. Año 1, No. 2. PEMEX; pp. 80-81.
- La organización del trabajo académico en la UAM-Xochimilco (marzo de 1992) junto a Federico Novelo y Urdanivia en la revista Reencuentro. Serie Cuadernos Núm. 4. UAM-X; México, D.F.; pp. 26-29.
- Tierras y territorios en Xico (16 de febrero de 1993). Reseña bibliográfica publicada en periódico La Jornada, “La Jornada del Campo” No. 12; México, D.F.; p. 12.
- Ganadería y crisis ambiental (1994) en la revista de la Universidad de Tlaxcala; Tlaxcala, 6 pp.
- Estrategias desde los proyectos de desarrollo rural (1994) en el Boletín de la Red Mexicana de Proyectos de Desarrollo Social; p. 5.
- “Reseña de la memoria del seminario sobre ‘Estrategias desde los proyectos en desarrollo rural. Programa UNI- UAM-Xochimilco’ (febrero de 1995) en Red México. Red mexicana de proyectos de desarrollo social, N.º 1; México, D. F.; pp. 4-5.
- Tepoztlán la dignidad tras las barricadas (febrero de 1996) en Espejo, N.º 00; México, D. F.; pp. 8-10.
- Tepoztlán (marzo de 1996) en Pulataman, Año 1, N.º 3; pp. 21-22.
- Nacionalizaciones versus privatizaciones versus autonomías junto a Juan Bozzano (marzo de 1996) en Pulataman, Año 1, Núm. 3; pp. 22-23.
- Les paysans face aux politiques de libéralisation des marchés de la terre au Mexique (1996) en Documents de Travail, No. 89. L’agriculture paysanne et la question alimentaire. Colloque de Chantilly 20-23 février 1996 organisé par le CECOD, M. Bey; E. Del Pozo; C. Tarriere; y M. Haubert (coords.); pp. 117-118.
- La Maestría en Desarrollo Rural de la UAM-X (1997) junto a Beatriz Canabal Cristiani, Carlos Cortés, Gisela Landázuri y Arturo León en el libro Comunidad 96. Centro Nacional de la Cultura Comunitaria; La Habana, Cuba; pp. 20.
- Zapata cabalga por el Tepozteco, Universidad Autónoma Metropolitana, México. (2012)
- Capitalismo: tierra y poder en América Latina (1982-2012).. Bolivia, Colombia, Ecuador, Perú, Venezuela, coautor con Guillermo Almeyra Casares, CLACSO, México (2014)